# Circle line (Londen)
De Circle line is een lijn van de Londense metro. Zoals de naam aangeeft heeft de lijn de vorm van een ring om het stadscentrum (→ kaart). De Circle line werd als zelfstandige lijn ingesteld in 1949 en deelt (met uitzondering van twee korte verbindingen die de ring sluiten) zijn gehele route met de Metropolitan, Hammersmith & City en District line. De lijn had oorspronkelijk een lengte van 22,5 kilometer en bediende 27 stations. Sedert 13 december 2009 is deze lengte 27 kilometer en bedient de lijn 36 stations. De lijn wordt aangeduid met de kleur geel. Een volledige rondrit duurt ongeveer een uur. De lijn behoort tot het type "sub-surface", wat betekent dat hij gebruikmaakt van ondiepe, via de openbouwmethode gegraven tunnels met een rechthoekig of ellipsvormig profiel.

## Geschiedenis

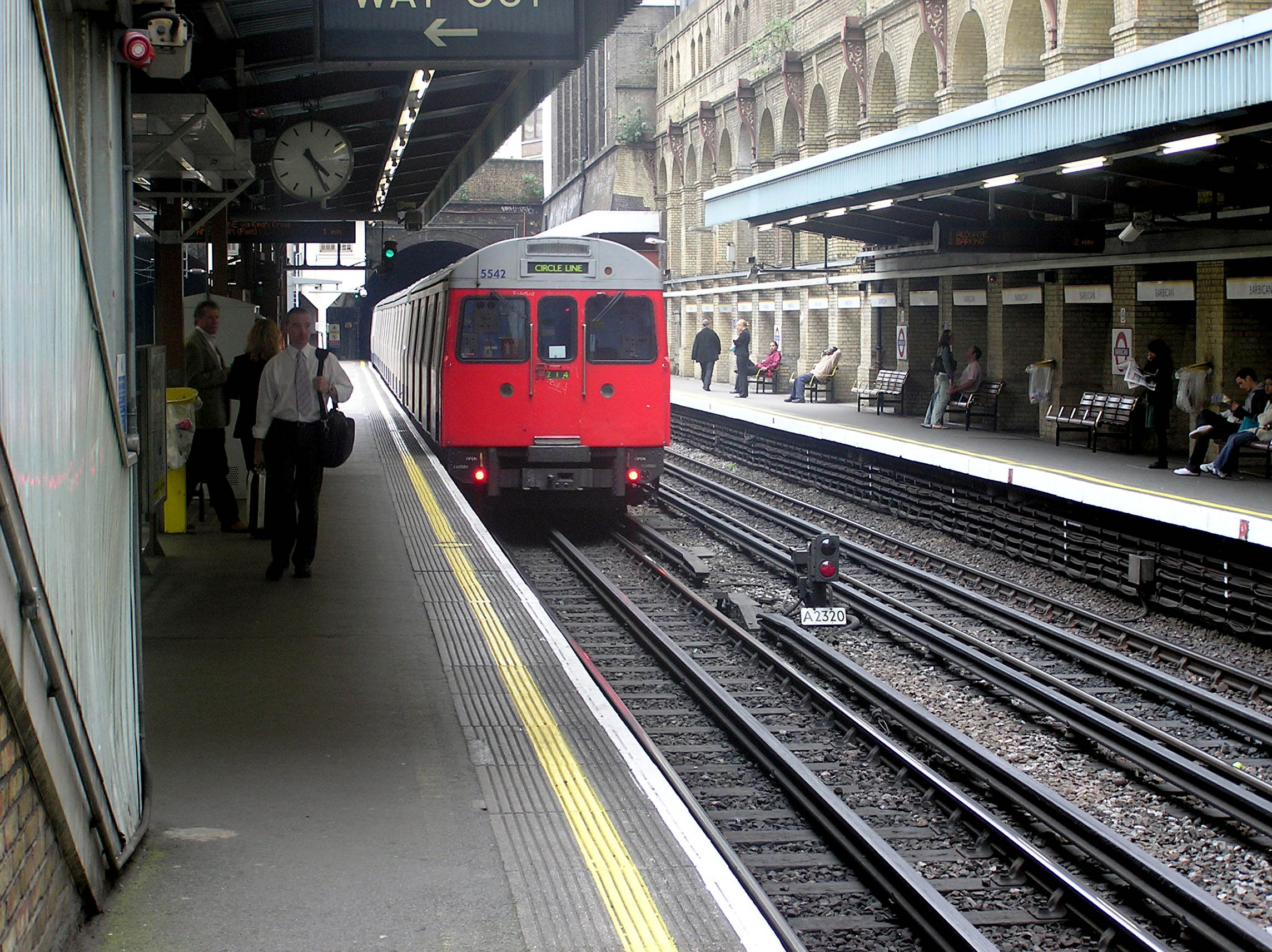
Trein van de Circle Line in het open station Barbican

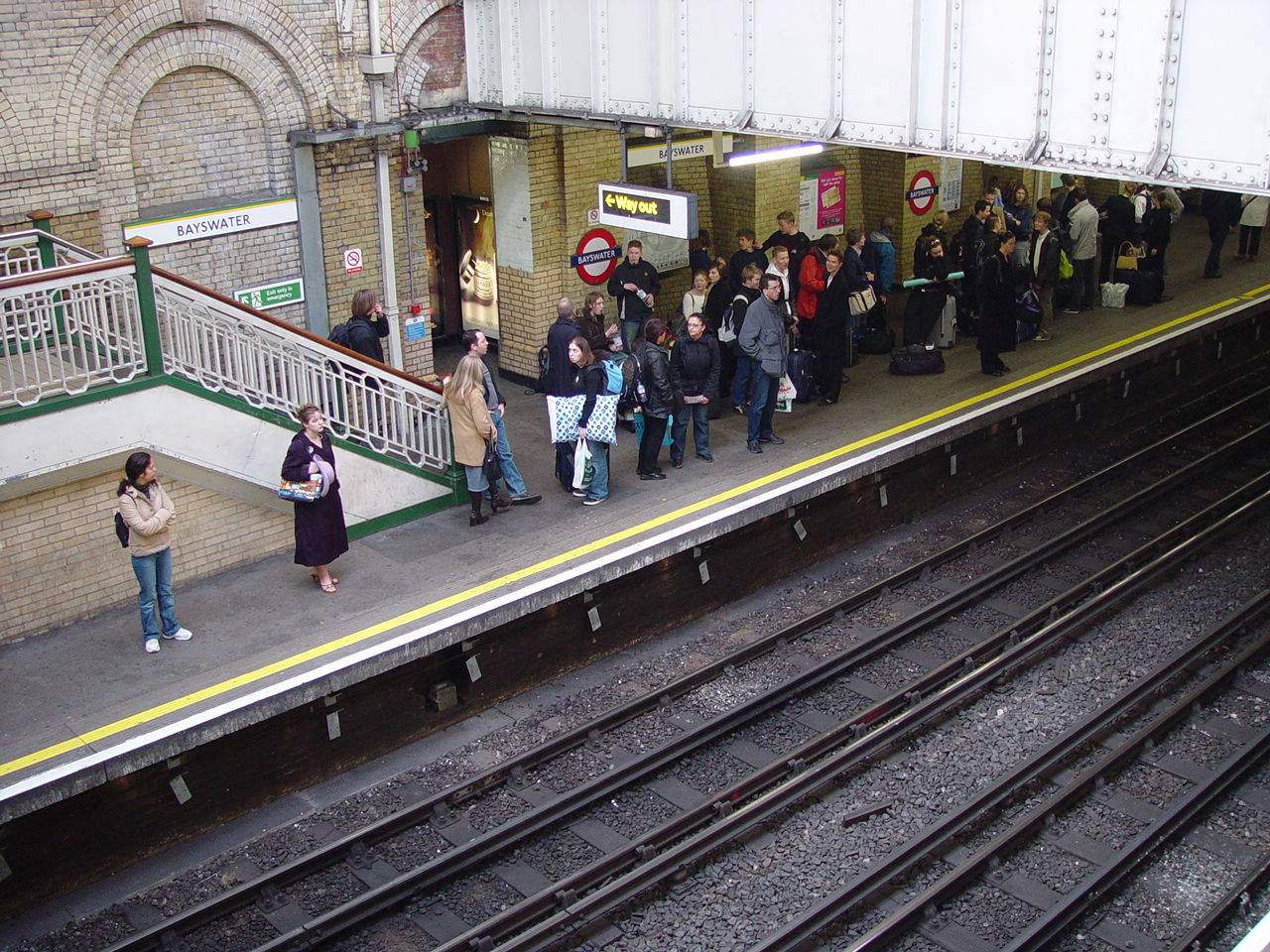
Perron van station Bayswater

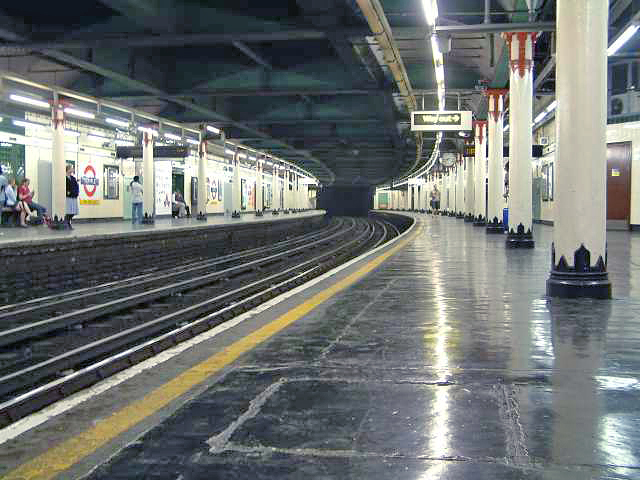
Het ondergrondse station Temple

In het midden van de 19e eeuw werd besloten een ondergrondse ringspoorweg in het centrum van Londen aan te leggen. De bouw van deze lijn werd gegund aan de Metropolitan Railway (MetR) en de Metropolitan District Railway (MDR). De MetR (voorloper van de Metropolitan Line) was belast met het noordelijke deel van de ring, de MDR (nu de District line) nam het zuidelijke deel voor zijn rekening. Op 1 oktober 1863 opende MetR de eerste tunnel tussen Paddington en Farringdon, tevens de eerste metrolijn ter wereld. De lijn werd al snel in beide richtingen uitgebreid en bereikte in het westen op 1 oktober 1868 Gloucester Road. De MDR nam op 24 december 1868 zijn eerste traject in gebruik tussen South Kensington en Westminster; op dezelfde dag werden met de indienststelling van de verbinding Gloucester Road - South Kensington de lijnen van MetR en MDR met elkaar verbonden. Beide maatschappijen beconcurreerden elkaar hevig, maar door gezamenlijke inspanningen kwam de ring op 10 juni 1884 uiteindelijk gereed met de opening van het traject Mansion House - Tower Hill. De verbinding tussen Tower Hill en Aldgate – een van de twee trajecten die enkel door de Circle line worden bereden – kwam in gebruik op 25 september 1882.
De lijn werd oorspronkelijk bereden door stoomtreinen, maar in 1900 gingen MetR en MDR samen experimenteren met elektrische tractie. Ondanks enige vertraging van het project als gevolg van onenigheid tussen beide maatschappijen, verliep de uiteindelijke elektrificatie in 1905 vlot, zodat vanaf 24 september van dat jaar de lijn volledig geëlektrificeerd was.
Zowel MetR als MDR verzorgden sinds 1884 diensten op de lijn, tot het Londense metronet in 1933 werd genationaliseerd en onder het beheer kwam van de London Passenger Transport Board - sinds 1948 London Transport, later hernoemd in Transport for London (Tfl). In 1949 werd de ringlijn ingesteld als aparte lijn en kreeg hij zijn huidige naam. Sinds januari 2003 wordt de Circle line in het kader van publiek-private samenwerking onderhouden door het bedrijf Metronet. De reizigersdienst wordt echter nog  door TfL uitgevoerd.

## Dienstuitvoering
Op de Circle line wordt buiten de spits een frequentie van 8 minuten aangehouden. De lijn is bijzonder gevoelig voor storingen en vertragingen, doordat zich op de route zes gelijkvloerse kruisingen (met sporen van andere lijnen) bevinden. Toen de lijn als ring een continue dienst had, was er geen buffer in de vorm van wachttijd aan de eindpunten om deze vertragingen op te vangen. Daarnaast deelt de Circle zijn sporen over de gehele route met minstens één andere lijn. Om de diensten van de Circle line in te kunnen passen tussen de andere lijnen was er in de dienstregeling van de meeste treinen een korte wachttijd in station Aldgate opgenomen - dit station kon dus beschouwd worden als het begin- en eindpunt van de lijn.

## Materieel
De dienst op de Circle line wordt sinds 2013 uitgevoerd met sub-surface-materieel van het type S7, dat ook gebruikt wordt op de Hammersmith & City en de District line. Alle treinen zijn geschilderd in de standaardkleuren van de London Underground: wit met een blauwe band, rode deuren en een rood front. De treinen bestaan uit 7 rijtuigen met elk drie deuren per zijde, airconditioning en doorloopmogelijkheid door de hele trein. Een zevenrijtuigstel kan in totaal ruim 1000 passagiers vervoeren. De maximumsnelheid bedraagt 100 km/h, maar is in de praktijk slechts 65 km/h, omdat de treinen met korte stationsafstanden rijden. Ze vervangen de storingsgevoelige zeswagenstellen van de C Stock. In februari 2014 was de instroom van het nieuwe materieel voltooid.
Voor de dienst op de Circle line zijn er maximaal 14 treinen nodig (in de spitsuren). Voor onderhoud en stalling wordt er gebruikgemaakt van de depots bij de stations Hammersmith (District en H&C) en Neasden (Metropolitan line - de hoofdwerkplaats voor sub-surface-materieel). Deze depots worden ook gebruikt door de Hammersmith & City line, waarmee de Circle zijn materieel deelt.

## Terroristische aanslagen
Op 7 juli 2005 werd de lijn getroffen door een twee terroristische aanslagen, waarbij zeker 14 mensen om het leven kwamen. De ontploffingen vonden om 8:50 plaatselijke tijd bijna gelijktijdig plaats in een trein tussen Liverpool Street en Aldgate en een trein in station Edgware Road. In het laatstgenoemde station stortte een deel van de tunnel in, waardoor een andere trein bedolven werd. De dienst op de lijn werd direct na de aanslagen stilgelegd en een kleine maand later, op 4 augustus, hervat. De twee onherstelbaar beschadigde rijtuigen werden door nieuw gebouwde rijtuigen vervangen.

## Stations

Geografisch correcte kaart van de Circle Line

Tot 13 december 2009 was de Circle line een rondlopende dienst zonder eindpunten.
Sindsdien is de lijn uitgebreid met een deel van de Hammersmith & City line.
De treinen komen tijdens de rit twee keer door Paddington en Edgware Road.
Wie als vanouds de cirkel wil volgen, stapt in Edgware Road over.
| Station                  | Overstappunt | Foto * | Type                         | Geopend           | Ligging                       | Opmerkingen                                                                                            |
| ------------------------ | ------------ | ------ | ---------------------------- | ----------------- | ----------------------------- | --- |
| Hammersmith              |              | 1 !    | Maaiveld                     | 1 december 1868   | 51° 29′ 40″ NB, 0° 13′ 30″ WL | |
| Goldhawk Road            |              | 2 !    | Talud                        | 1 April 1914      | 51° 30′ 9″ NB, 0° 13′ 34″ WL  | |
| Shepherd's Bush Market   |              | 3 !    | viaductstation               | 13 june 1864      | 51° 30′ 23″ NB, 0° 13′ 30″ WL | |
| Wood Lane                |              | 4 !    | viaductstation               | 12 oktober 2008   | 51° 30′ 35″ NB, 0° 13′ 27″ WL | |
| Latimer Road             |              | 5 !    | viaductstation               | 16 december 1868  | 51° 30′ 50″ NB, 0° 13′ 2″ WL  | |
| Ladbroke Grove           |              | 6 !    | Talud                        | 13 juni 1864      | 51° 31′ 1″ NB, 0° 12′ 36″ WL  | |
| Westbourne Park          |              | 7 !    | Maaiveld                     | 1 februari 1866   | 51° 31′ 16″ NB, 0° 11′ 56″ WL | |
| Royal Oak                |              | 8 !    | Maaiveld                     | 30 oktober 1871   | 51° 31′ 9″ NB, 0° 11′ 17″ WL  | |
| Paddington               |              | 9 !    | Maaiveld                     | 10 januari 1863   | 51° 31′ 7″ NB, 0° 10′ 42″ WL  | |
| Edgware Road             |              | 10 !   | Uitgraving                   | 10 januari 1863   | 51° 31′ 12″ NB, 0° 10′ 5″ WL  | |
| Baker Street             |              | 11 !   | Enkelgewelfdstation          | 10 januari 1863   | 51° 31′ 21″ NB, 0° 9′ 26″ WL  | |
| Great Portland Street    |              | 12 !   | Ondiep gelegen zuilenstation | 10 januari 1863   | 51° 31′ 26″ NB, 0° 8′ 38″ WL  | |
| Euston Square            |              | 13 !   | Ondiep gelegen zuilenstation | 10 januari 1863   | 51° 31′ 33″ NB, 0° 8′ 9″ WL   | |
| King's Cross St. Pancras |              | 14 !   | Ondiep gelegen zuilenstation | 10 januari 1863   | 51° 31′ 29″ NB, 0° 0′ 40″ WL  | |
| Farringdon               |              | 15 !   | Uitgraving                   | 10 januari 1863   | 51° 31′ 14″ NB, 0° 6′ 19″ WL  | |
| Barbican                 |              | 16 !   | Uitgraving                   | 23 december 1865  | 51° 31′ 14″ NB, 0° 5′ 52″ WL  | |
| Moorgate                 |              | 17 !   | Uitgraving                   | 23 december 1865  | 51° 31′ 7″ NB, 0° 5′ 19″ WL   | |
| Liverpool Street         |              | 18 !   | Uitgraving                   | 1 februari 1875   | 51° 31′ 7″ NB, 0° 4′ 51″ WL   | |
| Aldgate                  |              | 20 !   | Uitgraving                   | 18 november 1876  | 51° 30′ 51″ NB, 0° 4′ 34″ WL  | |
| Tower Hill               |              | 21 !   | Ondiep gelegen zuilenstation | 25 september 1882 | 51° 30′ 33″ NB, 0° 4′ 30″ WL  | |
| Monument                 |              | 22 !   | Ondiep gelegen zuilenstation | 6 oktober 1884    | 51° 30′ 48″ NB, 0° 5′ 19″ WL  | Sinds 30 juli 1900 een station van de Central line                                                     |
| Cannon Street            |              | 23 !   | Ondiep gelegen zuilenstation | 1 september 1866  | 51° 30′ 41″ NB, 0° 5′ 26″ WL  | |
| Mansion House            |              | 24 !   | Ondiep gelegen zuilenstation | 3 juli 1871       | 51° 30′ 43″ NB, 0° 5′ 31″ WL  | |
| Blackfriars              |              | 25 !   | Uitgraving                   | 10 mei 1886       | 51° 30′ 41″ NB, 0° 6′ 13″ WL  | |
| Temple                   |              | 26 !   | Ondiep gelegen zuilenstation | 30 mei 1870       | 51° 30′ 34″ NB, 0° 6′ 50″ WL  | |
| Embankment               |              | 27 !   | Ondiep gelegen zuilenstation | 30 mei 1870       | 51° 30′ 26″ NB, 0° 7′ 20″ WL  | Sinds 6 april 1914 onderdeel van CCE&HR, de latere Northern line                                       |
| Westminster              |              | 28 !   | Ondiep gelegen zuilenstation | 24 december 1868  | 51° 30′ 4″ NB, 0° 7′ 30″ WL   | 24 dec 1868 geopend voor District line, vanaf 1949 ook Circle line 22 dec 1999 Jubilee line toegevoegd |
| St. James's Park         |              | 29 !   | Ondiep gelegen zuilenstation | 24 december 1868  | 51° 29′ 53″ NB, 0° 7′ 60″ WL  | |
| Victoria                 |              | 30 !   | Uitgraving                   | 24 december 1868  | 51° 29′ 42″ NB, 0° 08′ 37″ WL | Tegelwerk: Koningin Victoria                                                                           |
| Sloane Square            |              | 31 !   | Uitgraving                   | 24 december 1868  | 51° 29′ 33″ NB, 0° 9′ 24″ WL  | |
| South Kensington         |              | 32 !   | Uitgraving                   | 24 december 1868  | 51° 29′ 38″ NB, 0° 10′ 26″ WL | Sinds 15 december 1906 een station van de Piccadilly line                                              |
| Gloucester Road          |              | 33 !   | Uitgraving                   | 1 oktober 1868    | 51° 29′ 41″ NB, 0° 10′ 59″ WL | Sinds 15 december 1906 een station van de Piccadilly line                                              |
| High Street Kensington   |              | 38 !   | Uitgraving                   | 1 oktober 1868    | 51° 30′ 6″ NB, 0° 11′ 31″ WL  | |
| Notting Hill Gate        |              | 37 !   | Uitgraving                   | 1 oktober 1868    | 51° 30′ 32″ NB, 0° 11′ 50″ WL | |
| Bayswater                |              | 36 !   | Uitgraving                   | 1 oktober 1868    | 51° 30′ 44″ NB, 0° 11′ 17″ WL | |
| Paddington               |              | 35 !   | Uitgraving                   | 1 oktober 1868    | 51° 30′ 56″ NB, 0° 10′ 31″ WL | |
| Edgware Road             |              | 34 !   | Uitgraving                   | 10 januari 1863   | 51° 31′ 12″ NB, 0° 10′ 5″ WL  | |

* De sorteerwaarde van de foto is de ligging langs de lijn